# 커트 캠벨
커트 마이클 캠벨(영어: Kurt Michael Campbell은 미국의 외교관으로, 2021년부터 2024년까지 국가안전보장회의 인도태평양 조정관을, 2024년부터 2025년까지 미국 국무부 부장관을 지냈다. 즉, 조 바이든 행정부의 아시아 전략 수석 설계자 역할을 맡았다.
그는 이전에 버락 오바마 행정부에서 동아시아 태평양 담당 국무부 차관보를 지낸 적이 있다.

## 경력
캠벨은 아시아 태평양 담당 국방부 차관보, 국가 안보 위원회 직원, 북미자유무역협정(NAFTA)을 위한 대통령 부특별고문, 미국 재무부 백악관 펠로우 등 정부에서 여러 직책을 역임하였다.
캠벨은 미국 해군에서 합동참모본부와 해군작전부장으로 근무하였다. 그는 또한 존 F. 케네디 행정대학원의 공공정책 및 국제관계학과 조교수였으며 하버드 대학의 과학 및 국제관계 센터의 부소장이기도 하였다.